# Manoel de Barros
Manoel Wenceslau Leite de Barros (Cuiabá, 19 de diciembre de 1916 - Campo Grande,  13 de noviembre de 2014) fue un poeta brasileño del siglo XX, cercano de la vanguardias europeas de principios del siglo y del primitivismo vanguardista de la «Poesía Pau-Brasil» y la «Antropofagia» de Oswald de Andrade. Era una de las grandes voces de la poesía brasileña contemporánea.

## Trayectoria literaria
Desde 1937, escribió catorce libros de poesía y recibió varios premios literarios, entre ellos dos veces el Premio Jabuti (Premio tortuga), el más reconocido de la literatura de Brasil.
Fue el más aclamado creador de la poesía brasileña contemporánea en los círculos literarios académicos, pero también entre los lectores de todas edads y regiones de Brasil. Sobre él, el crítico y filólogo brasileño Antônio Houaiss ha dicho "...Manoel de Barros es un usuario o usante o utilizante o creante de palabras —habidas, habientes, habibles — que sangran, sonríen, se desvergiüenzan, juguetean, lirizan, luziluminan; que convida al lector a gozar — en la rudeza de la vida que corre — la infinita gracia de disponibilidad mental para el gratuito absoluto.... Carlos Drummond de Andrade se negó el título de "el más grande poeta vivo de Brasil" en favor de Manoel de Barros.
Tal como una estación lluviosa que puede reverter el flujo de los ríos, la poesía de Manoel de Barros resulta en una verdadera reversión del flujo sintáctico y semántico del discurso: el flujo habitual y normativo es entrevisto como una forma de contención de ideas por intermedio del adiestramiento servil del discurso. En Barros, solamente el estado rústico, ilógico u salvaje de las palabras puede revelar nuevas formas de se aprender la otredad y de se concebir el universo.(ver estudio)
Manoel de Barros es uno de esos poetas que, como los niños, juegan con las palabras, juegan con el verbo, como se estuvieran aprendiendo a manejar el idioma, haciendo demostración de aquella personalidad creativa que, según afirma Jacob Bronowisk, “es siempre aquella que mira el mundo como algo a ser cambiado y se ve como instrumento de cambio”. Desencadenar el flujo del imaginario por intermedio de las experimentaciones lingüísticas equivale, en poesía, a buscar nuevas ideas y respuestas para las problemáticas cuestiones de la existencia humana, de donde se origina la vital importancia del lenguaje infantil, como se le en Barros: “Niños desescriben la lengua. Rompem las gramáticas” (Gramática Expositiva do Chão).
También recibió importantes premios por obras de ficción para niños.

## Traducciones
Fue conocido en España gracias a la antología Todo lo que no invento es falso (2002, Diputación Provincial de Málaga), en traducción de Jorge Larrosa, y, en catalán, la antología-entrevista que llevó a cabo el poeta Albert Roig, Riba del dessemblat (2005, Lleonard Muntaner, Editor), quien encontró conexiones telúricas entre el Ebro y el Pantanal de Barros.
También se ha traducido su poesía en Alemania, en edición de la revista Alkzent, en el 1996, con el título Das Buch der Unwissenheiten, y en francés con el título Les paroles sans limite, en el 2003.

## Obras
* 1937 — Poemas concebidos sem pecado * 1942 — Face imóvel * 1956 — Poesias * 1960 — Compêndio para uso dos pássaros * 1966 — Gramática expositiva do chão * 1974 — Matéria de poesia * 1980 — Arranjos para assobio * 1985 — Livro de pré-coisas * 1989 — O guardador das águas * 1990 — Gramática expositiva do chão: Poesia quase toda * 1993 — Concerto a céu aberto para solos de aves * 1993 — O livro das ignorãças * 1996 — Livro sobre nada * 1996 — Das Buch der Unwissenheiten - Edición de la revista alemana Alkzent. * 1998 — Retrato do artista quando coisa * 2000 — Ensaios fotográficos * 2000 — Exercícios de ser criança * 2000 — Encantador de palavras - Edición portuguesa * 2001 — O fazedor de amanhecer * 2001 — Tratado geral das grandezas do ínfimo * 2001 — Águas * 2002 - Todo lo que no invento es falso - Antología editada en Castellano. * 2003 — Para encontrar o azul eu uso pássaros * 2003 — Cantigas para um passarinho à toa * 2003 — Les paroles sans limite - Edición francesa * 2003 — Todo lo que no invento es falso - Antología editada en España * 2004 — Poemas Rupestres * 2005 — Riba del dessemblat. Antologia poètica — Edición catalã (2005, Lleonard Muntaner, Editor) * 2005 — Memórias inventadas I * 2006 — Memórias inventadas II * 2007 — Memórias inventadas III * 2010 — Menino do Mato * 2010 — Poesias Completas

## Premios
- 1960 — Prêmio Orlando Dantas - Diário de Notícias, con el libro Compêndio para uso dos pássaros;
- 1966 — Prêmio Nacional de poesias, con el libro Gramática expositiva do chão;
- 1969 - Prêmio da Fundação Cultural do Distrito Federal, con el libro Gramática expositiva do chão.
- 1989 — Premio Jabuti de Literatura, categoría libro de poesía, com el libro O guardador de águas;
- 1990 — Prêmio Jacaré de Prata da Secretaria de Cultura de Mato Grosso do Sul como mejor escritor del año;
- 1996 — Prêmio Alfonso Guimarães da Biblioteca Nacional, con el libro Livro das ignorãnças;
- 1997 — Prêmio Nestlé de Poesia, con el libro Livro sobre nada;
- 1998 — Prêmio Nacional de Literatura do Ministério da Cultura, por el conjunto de la obra;
- 2000 — Prêmio Odilo Costa Filho - Fundação do Livro Infanto Juvenil, con el libro Exercício de ser criança;
- 2000 — Prêmio Academia Brasileira de Letras, con el libro Exercício de ser criança;
- 2002 — Premio Jabuti de Literatura, categoría libro de ficción, con el libro de poesía O fazedor de amanhecer;
- 2005 — Prêmio Associação Paulista de Críticos de Arte 2004 de mejor poesía, con el libro Poemas rupestres;
- 2006 — Prêmio Nestlé de Literatura Brasileira, com o livro Poemas rupestres;[6]